# Chabanais
Chabanais is een gemeente in het Franse departement Charente (regio Nouvelle-Aquitaine). De plaats maakt deel uit van het arrondissement Confolens. Chabanais telde op 1 januari 2022 1.564 inwoners. In de gemeente ligt spoorwegstation Chabanais.

## Geografie
De oppervlakte van Chabanais bedroeg op 1 januari 2022 15,01 vierkante kilometer; de bevolkingsdichtheid was toen 104,2 inwoners per km².
De onderstaande kaart toont de ligging van  met de belangrijkste infrastructuur en aangrenzende gemeenten.

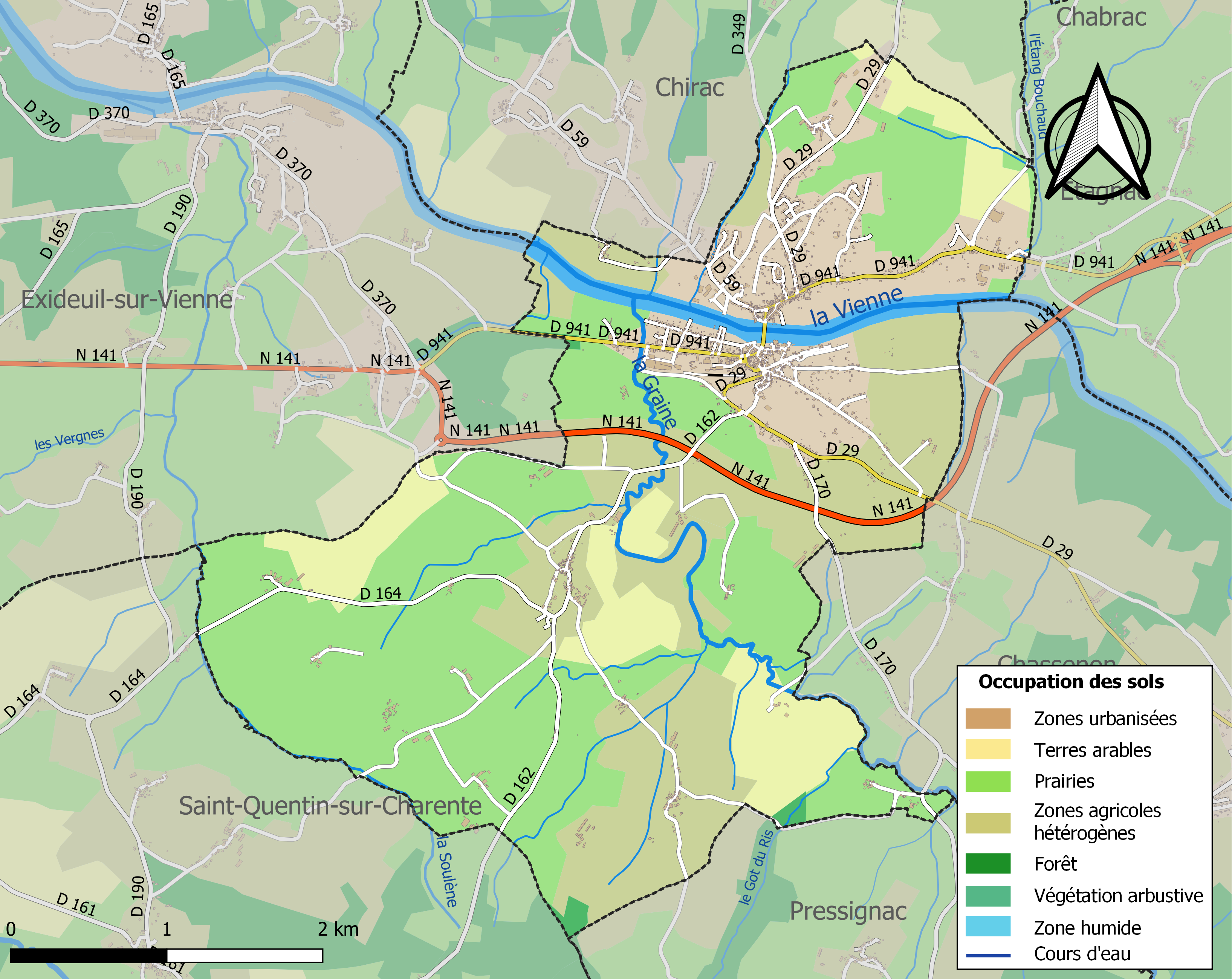

## Demografie
Onderstaande figuur toont het verloop van het inwonertal (bron: INSEE-tellingen).